# Ilha do Guaraú
As Ilhas do Abrigo e Guararitama, ou apenasIlha do Guaraú, são ilhas localizadas a 7km do centro de Peruíbe, estância balneária e turística do litoral Sul do estado de São Paulo, no Brasil. A mata atlântica, nativa da região está preservada na ilha bem como no bairro do Guaraú onde está a Fundação Florestal, órgão responsável pela conservação de uma das únicas áreas de conservação da Mata Atlântica original do estado de São Paulo.